# Miguel Ángel Gaona
Miguel Ángel Gaona es un deportista mexicano que compitió en natación adaptada. Ganó una medalla de bronce en los Juegos Paralímpicos de Toronto 1976 en la prueba de 4 × 50 m libre (clase 2-6).

## Palmarés internacional
| Juegos Paralímpicos | Juegos Paralímpicos | Juegos Paralímpicos | Juegos Paralímpicos |
| Año                 | Lugar               | Medalla             | Prueba              |
| ------------------- | ------------------- | ------------------- | ------------------- |
| 1976                | Toronto (Canadá)    | Medalla de bronce   | 4 × 50 m libre 2-6  |